# Cycloctenus nelsonensis
Cycloctenus nelsonensis là một loài nhện trong họ Deinopidae.
Loài này thuộc chi Cycloctenus. Cycloctenus nelsonensis được miêu tả năm 1979 bởi Raymond Robert Forster.